# Песочный (Белгородская область)
Песочный — хутор в Старооскольском районе Белгородской области России. Входит в состав Обуховского сельского поселения.

## История
В 1968 г. указом президиума ВС РСФСР деревня Кобылино переименована в Песочная.

## Население
| 2002 | 2010 |
| ---- | ---- |
| 17   | ↘11  |